# Francis Bacon (politikus)
Francis Bacon (1600. szeptember 30. – 1663. szeptember) angol politikus volt. Az Alsóház tagja volt 1645 és 1660 között különböző időszakokban. Nathaniel Bacon politikus testvére.

## Élete
Sir Edward Bacon fiaként született. A cambridge-i Queens' College-ben végezte tanulmányait. 1643 és 1647 között Ipswichben volt városi jegyző. 1645-ben választották parlamenti képviselővé, 1654-ben újraválasztották. Felesége Katherine volt, Sir Thomas Wingfield lánya. Nyolc gyermekük született, hat fiú és két lány.